# Thor Henning
Thor Henning   (Estocolm, 13 de setembre de 1894 - Estocolm, 7 d'octubre de 1967) fou un nedador suec, guanyador de quatre medalles olímpiques.

## Biografia
Va néixer el 13 de setembre de 1894 a la ciutat d'Estocolm, capital de Suècia. Va morir a la seva residència d'Estocolm el 7 d'octubre de 1967.

## Carrera esportiva
Va participar, als 17 anys, en els Jocs Olímpics d'Estiu de 1912 celebrats a Estocolm (Suècia), on va aconseguir guanyar la medalla de plata en la prova dels 400 metres braça, a més de no finalitzar la seva sèrie dels 200 metres braça en aquells mateixos Jocs. En els Jocs Olímpics d'Estiu de 1920 realitzats a Anvers (Bèlgica) aconseguí revalidar la seva medalla de plata en els 400 metres braça, l'última vegada que aquesta prova fou olímica, i la guanyà en els 200 metres braça. En els Jocs Olímpics d'Estiu de 1924 realitzats a París (França) aconseguí guanyar la medalla de bronze en els relleus 4x200 metres lliures i fou eliminat en les semifinals dels 200 metres braça.
El 1992 va ser inclòs a l'International Swimming Hall of Fame.